# Multiplicatieve getaltheorie
Multiplicatieve getaltheorie is een deelgebied van de analytische getaltheorie dat zich bezighoudt met priemgetallen en factorisatie en delers. De focus ligt meestal op het ontwikkelen van benaderingsformules om de te bestuderen objecten in verschillende contexten te tellen. De priemgetalstelling is een belangrijk resultaat in dit onderzoeksgebied. Het officiële classificatiegetal voor de multiplicatieve getaltheorie is 11Nxx.

## Scope
De multiplicatieve getaltheorie houdt zich voornamelijk bezig met asymptotische ramingen voor rekenkundige functies. Historisch gezien wordt het onderwerp gedomineerd door de priemgetalstelling, eerst door pogingen om deze stelling te bewijzen en vervolgens door verbeteringen in de foutterm. Het delerprobleem van Dirichlet, dat de gemiddelde orde van de delerfunctie {\displaystyle d(n)} schat en het cirkelprobleem van Gauss, dat de gemiddelde orde van het aantal representaties van een getal als een som van twee kwadraten schat, zijn ook klassieke problemen. Ook hier ligt de nadruk op het verbeteren van de schattingen van de foutterm.
De verdeling van de priemgetallen over restklassen modulo een geheel getal is een gebied van actief onderzoek. Dirichlets stelling over priemgetallen in rekenkundige rijen toont aan dat er in elke copriem restklasse een oneindig aantal priemgetallen bestaat, en de priemgetalstelling voor rekenkundige progressies laat zien dat de priemgetallen asymptotisch gelijkverdeeld zijn over de restklassen. De stelling van Bombieri-Vinogradov geeft een nauwkeuriger maat voor hoe gelijkmatig zij precies zijn verdeeld. Er is ook veel belangstelling voor de omvang van het kleinste priemgetal in een rekenkundige progressie; de stelling van Linnik geeft hier een schatting.
Het vermoeden van priemtweelingen, namelijk dat er een oneindig aantal priemgetallen {\displaystyle p} bestaat, zodanig dat {\displaystyle p+2} ook een priemgetal is, is een onderwerp van actief onderzoek. De stelling van Chen toont aan dat er een oneindig aantal priemgetallen {\displaystyle p} bestaat, zodanig dat {\displaystyle p+2} ofwel een priemgetal of anders het product van twee priemgetallen is.

## Methoden
De gebruikte methoden behoren voornamelijk tot de analytische getaltheorie, maar elementaire methoden uit vooral de zeeftheorie zijn ook belangrijk. De grote zeef en exponentiële sommen worden meestal als onderdeel van multiplicatieve getaltheorie beschouwd.
De verdeling van priemgetallen is nauw verbonden met het gedrag van de riemann-zèta-functie en de riemann-hypothese. Deze onderwerpen worden zowel vanuit het perspectief van de getaltheorie als dat vanuit de complexe functietheorie bestudeerd.

### Standaard tekstboeken
Een groot deel van de analytische getaltheorie gaat over multiplicatieve problemen, wat natuurlijk ook betekent dat de  meeste tekstboeken secties over de multiplicatieve getaltheorie bevatten. Er zijn echter ook enkele bekende teksten die zich  specifiek richten op multiplicatieve problemen richten.
- Davenport, Harold, Multiplicative Number Theory, 3e editie, Springer, Berlijn, 2000, ISBN 978-0-387-95097-6
- Montgomery, Hugh, Vaughan, Robert C., Multiplicative Number Theory I. Classical Theory, Cambridge University Press, Cambridge, 2005, ISBN 978-0-521-84903-6